# نوروزوو
نوروزوو (انگلیسی: Nauruzovo) یک شهرک در شهرستان اوچالینسکی استان باشقیرستان کشور روسیه است.